# 二回疏叶蹄盖蕨
二回疏叶蹄盖蕨（学名：Athyrium dissitifolium var. funebre）为蹄盖蕨科蹄盖蕨属下的一个变种。

## 扩展阅读
- 維基物種上的相關：二回疏叶蹄盖蕨